# Max Bunker
Pour les articles homonymes, voir Bunker et Secchi.
Luciano Massimiliano Secchi, connu sous le pseudonyme Max Bunker, né le 24 août 1939 à Milan, est un réalisateur de cinéma ainsi qu'un scénariste italien de bande dessinée. Il est le créateur des bandes dessinées Kriminal, Satanik et Alan Ford.

## Biographie
En 1960, Secchi entre aux éditions Corno pour y diriger la collection Gordon. En 1962, il se lance dans le scénario sous le nom de Max Bunker. Auteur de nombreuses séries populaires, on lui doit cette année-là : Maschera nera que l'on verra sous le nom de Justicier Masqué dans Akim. En 1967, il devient responsable éditorial de la revue Eureka pour qui il écrit Fouché, un uomo nella Revoluzione que dessine Paolo Piffarerio.
En 1969, il crée le personnage Alan Ford qui sera repris par d'autres dessinateurs, son personnage le plus célèbre en Italie. En 1983/84, il crée Max Bunker Press (it) qui publie dorénavant Alan Ford et l'ensemble de ses créations. À noter qu'Alan Ford revient en France grâce à un album d'un petit éditeur animé par un fan du personnage.

## Publications
- 1963 : Kriminal clone de Diabolik, avec Magnus.
- 1964 : Maxmagnus, Satanik, un clone féminin de Diabolik avec Magnus.
- 1965 : Dennis Cobb avec Magnus.
- 1966 : Gesabel (Jézabel en version française) avec Magnus.
- 1967 : Fouché, un uomo nella Revoluzione dessiné par Paolo Piffarerio.
- 1976 : Daniel.
- 1979 : Cliff publié en France dans Atémi et Xibor.

## Filmographie

### Réalisateur
- 1982 : Delitti, amore e gelosia (it)